# Har du träffat Hitler?
Har du träffat Hitler? - berättelser om judehat och rasism är en bok från 2009 skriven av Jovan Rajs.
Rajs överlevde Förintelsen och frågan Har du träffat Hitler? får han ofta när han har frågestunder i skolor.
Jovan Rajs föddes i före detta Jugoslavien, men flydde till Ungern. Våren 1944 fördes han och 400 000 ungerska judar till koncentrationsläger. Han hamnade i december 1944 i Bergen-Belsen i Niedersachsen i nordvästra Tyskland. Han överlevde hela sin familj, däribland brodern Djurica. Rajs skriver även om hur han kom till Sverige i slutet av 1960-talet samt om tiden då Lasermannen förövade sina brott i början av 1990-talet. Boken handlar om rasism och antisemitism.
Boken har även blivit teaterföreställning med hustrun Dina Rajs och bland annat Jan Simonsson i regi av Jurij Lederman.